# Slöta Jutagården
Slöta Jutagården este o arie protejată (arie specială de conservare — SAC, sit de importanță comunitară — SCI) din Suedia întinsă pe o suprafață de 0,74 ha, integral pe uscat.

## Localizare
Centrul sitului Slöta Jutagården este situat la coordonatele 58°06′07″N 13°38′28″E / 58.102°N 13.6411°E.

## Înființare
Situl Slöta Jutagården a fost declarat sit de importanță comunitară în decembrie 1998 pentru a proteja un număr necunoscut de specii din flora spontană și fauna sălbatică aflate în arealul zonei. Situl a fost protejat și ca arie specială de conservare în martie 2011.

## Biodiversitate
Situată în ecoregiunea boreală, aria protejată conține 1 habitat natural: Mlaștini alcaline.
La baza desemnării sitului se află un număr nedeclarat de specii protejate.